# Scooby-Doo Meets the Boo Brothers
Scooby-Doo Meets the Boo Brothers is een Amerikaanse televisiefilm uit 1987 geproduceerd door Hanna-Barbera Productions, met in de hoofdrol de personages van de animatieserie Scooby-Doo. Stemacteurs in de film zijn Casey Kasem, Don Messick, Sorrell Booke, en Rob Paulsen. Het verhaal is geschreven door Jim Ryan.

## Verhaal
Shaggy erft een landhuis in het zuiden van de Verenigde Staten van zijn recentelijk verdwenen oom Beaureguard. Hij, Scooby-Doo en Scrappy-Doo ontdekken echter al snel dat in het huis de geest van een Confederatie soldaat rondzwerft. Scrappy stelt voor om meteen een ervaren geestenverdelger te bellen. Het trio huurt de Boo Brothers in, drie geesten wier gedrag en persoonlijkheid sterk doet denken aan de Three Stooges. Op de vraag van Shaggy hoe zij in hemelsnaam spoken kunnen verdelgen terwijl ze zelf spoken zijn antwoorden ze dat je een geest moet zijn om een geest te vangen.
De drie blijken allesbehalve bekwaam in hun werk en lopen Shaggy en de honden voortdurend voor de voeten. Terwijl ze de spoken weer weg proberen te krijgen, ontdekt Shaggy dat zijn oom een fortuin aan diamanten op verschillende plaatsen in en rond het huis heeft verstopt, met bij elke diamant aanwijzingen over waar de volgende diamant ligt. Hij, Scooby en Scrappy beginnen meteen met een zoektocht naar de verborgen schat. Ondertussen moeten ze de Confederatiegeest ontlopen, die ook achter de diamanten aan lijkt te zitten.
Andere obstakels die Shaggy, Scooby en Scrappy tegenkomen zijn Sheriff Rufus Buzby, die een ontsnapte gorilla op het spoor is, en Sadie Mae Scroggins, die verliefd is op Shaggy tot ongenoegen van haar broer Billy Bob.

## Rolverdeling
| Acteur           | Personage                               |
| ---------------- | --------------------------------------- |
| Casey Kasem      | Shaggy Rogers                           |
| Don Messick      | Scooby-Doo, Scrappy-Doo                 |
| Sorrell Booke    | Sheriff Rufus Buzby/T.J. Buzby          |
| Rob Paulsen      | Shreako, Dispatcher                     |
| Ronnie Schell    | Freako, The Demonstrator Ghost          |
| Jerry Houser     | Meako                                   |
| Arte Johnson     | Farquard, The Skull Ghost               |
| Victoria Carroll | Sadie-Mae Scroggins                     |
| William Callaway | Billy-Bob Scroggins, Beauregard's Ghost |
| Michael Rye      | De burgemeester                         |

## Achtergrond
Dit was de eerste animatiefilm met de Scooby-Doo personages. Wel verscheen al eerder een 1 uur durende tv-special getiteld Scooby Goes Hollywood.
De film is onderdeel van de Hanna-Barbera Superstars 10, een serie van televisiefilms gebaseerd op bekende Hanna-Barbera series. In deze reeks zaten nog twee andere Scooby-Doo films: Scooby-Doo and the Ghoul School en Scooby-Doo and the Reluctant Werewolf. Alle drie de Scooby films in de Superstars 10 serie draaien om Shaggy, Scooby-Doo, en Scrappy-Doo die betrokken raken bij iets bovennatuurlijks, gelijk aan de animatieserie Scooby-Doo and Scrappy-Doo.